# Лещук Тихон Йосипович
Ти́хон Йо́сипович Лещу́к (*26 травня 1926, Рава-Руська — 29 жовтня 2020, Львів) — український мовознавець, краєзнавець, літературознавець і письменник. Професор кафедри іноземної філології Львівської політехніки. Автор численних наукових, науково-популярних праць і художніх творів. Один із найплодовитіших авторів за всю історію української літератури. Син Йосипа Лещука.

## Біографія
Тихон Лещук народився в сім'ї греко-католицького священика, українського письменника й громадського діяча Йосипа Лещука (1894—1949) і вчительки гімназії Ольги Лещук (до шлюбу Князь; 1898—1934), голови Рава-Руської філії Союзу Українок. Тихон мав старшого брата Созонта (згодом став членом ОУН, учасником похідної групи) і двох молодших сестер — Богдану й Марію. Діти виростали в атмосфері побожності й українського патріотизму.
1933 року пішов до Рава-Руської вселюдної школи, з 1936-го навчався у Белзькій гімназії, а у 1941—1944 роках — у Сокальській (5-7 класи). Тихон любив спорт, особливо футбол. Під час шкільних вакацій популяризував цю гру серед сільської молоді. На той час у Сокальській гімназії учнями були, зокрема, Богдан Білик, Ігор-Орест Богачевський, Андрій Бурячок Володимир Вець, Марія Ганіткевич, Василь Головач, Степан Гура, Роман Данилюк, Йосип Канюк, Богдан Козярський, Григорій Лупій, Юрій Мазурок, Іван Матвіяс, Олег Романів, Леонід Сологуб і Євген Штендера. Викладали видатні педагоги — Кость Бутринський, Ераст Грицик, Григорій Гудим, Юрій Дем'янчик, Василь і Іван Олійники, Іван Рогошевський, Іван Юрійчук та інші. Значну роль у вихованні й становленні Тихона Лещука відіграв катехит гімназії, отець доктор Теодор Вергун, що водночас був опікуном бурси для української молоді в Сокалі і сам мешкав у бурсі.
Влітку 1944 року Сокаль зайняли радянські війська. Перед гімназистами постав вибір: або залишитися в рідному навчальному закладі, реорганізованому в радянську школу, або вчитися деінде. У серпні 1944-го Тихон Лещук вступив до Львівської духовної семінарії Святого Духа. 1945 року її закрито, й Лещук потрапив під призов до армії. Служив у Середній Азії, на Далекому Сході, зокрема на Сахаліні та Курильських островах.
У 1951-му він повернувся до Львова, записався до вечірньої школи робітничої молоді й того ж року одержав атестат зрілості. У тому ж таки 1951-му вступив на факультет іноземних мов Львівського державного університету (німецька філологія). Слухав лекції Михайла Возняка, Юрія Мушака, Іларіона Свєнціцького, Тараса Франка та інших видатних науковців. 1956 року здобув диплом і став викладати німецьку мову в Рожищенській середній школі.
У 1958-му Тихон Лещук почав працювати на кафедрі іноземних мов Львівської політехніки. 1970 року захистив кандидатську дисертацію на тему «Подорожні нариси А. Шаміссо». 1975 року здобув звання доцента, а невдовзі став дійсним членом Українського географічного товариства (галузь «Краєзнавство»). У цій галузі він створив, зокрема, такі праці, як «Корисні копалини Волині» (1979), «Розкопки біля Белза» (1983), «Чи можуть вулкани служити людині» (1989). З 2003 року Лещук — професор кафедри іноземних мов того ж вишу.
У колі наукового зацікавлення Тихона Лещука особливе місце посідала лексикографія. Відомі його праці «Словотворення і науково-технічний поступ» (1993), «Проблеми фахової лексики» (1994), «В царині мовного інтелекту» (1996), «Науково-технічні позначення» (1988), «Типологія термінологічних підсистем» (1999), «Українсько-німецький розмовник» та інші. На цю ж таки тему він написав докторську дисертацію «Словництво і науково-технічний поступ», яку успішно захистив у 2003 році. Тихон Лещук написав понад 2500 наукових і науково-популярних статей — переважно на тематику філології, педагогіки та мистецтвознавства. Був членом Наукового товариства імені Тараса Шевченка.
Тихон Лещук також відомий як напрочуд плідний літератор. В його доробку ціла серія оповідань: «Пачка сірників», «Дорога моя людино!», «Незнайомий в чорних окулярах», поетичні твори «Рідна хата», «Моя мати найдорожча», «Сон Прометея» та інші, документальні повісті «Світло великих надій», «Белзькі дзвони», літературознавча праця «Подорожні нариси Шаміссо», навчальний посібник «Будівництво і архітектура» та численні методичні розробки, пов'язані з навчальним процесом. Він став автором 306 літературних публікацій.
Тихон Лещук провадив багатогранну організаторську і суспільно-громадську роботу. Був заступником голови Комісії всесвітньої літератури НТШ, організатором з'їздів товариств просвітницького, національно-патріотичного спрямування, культурно-духовного відродження, декількох виставок і фундацій. Багато праці віддав Сокальщині. Тихон Лещук був головою Братства колишніх студентів Духовної семінарії св. Духа та Богословської Академії у Львові, членом Асоціації українських письменників, членом президії Асоціації віднови Белза, головним редактором науково-популярного і мистецького журналу «Белз».
Тихон Лещук був одружений. Дружина Віра — педагог. Доньки — Марія, Оксана і Олена. Внучки — Марія і Катерина.

## Твори

### Наукові публікації
- Deutch-ukrainiches Wrterbuch / Німецько-український словник/ //T.Lestschuk. Bauwesen und Architektur /Будівництво і архітектура: Навчальний посібник з німецько-українськими лексико-термінологічними відповідниками в галузі будівництва і архітектури. — Львів: Вид-во Львівського університету, 1969. — 148 с.
- Будівництво і архітектура. Bauwesen und Architektur: Посібник з німецької мови для студентів будівельних факультетів. — Львів: Вид-во Львів. університету, 1969.- 146 с.
- Лещук Т., Задорожний В. В., Весна М. Р., Романишин О. Т. Українсько-німецький розмовник. — Львів: «Світ» при Львівському університеті ім. І. Франка, 1992. — 192 с.
- Довідник німецькомовних власних імен (Близько 5 тисяч слів): / Т. Лещук [та ін]. — Львів: Українська Асоціація творчої інтелігенції «Світ культури»: Товариство української мови ім. Тараса Шевченка «Просвіта», 1993. — 159 с. — ISBN 5-7707-0601-5
- Словництво і науково-технічний поступ (на основі німецько-українських лексичних порівнянь)= Lexikologie und der wissenschaftlich- technische fortschritt (auf Grund der deutsch-ukrainischen lexikalischen Vergleichungen. — Л.: Просвіта. Кн. 2: Словотворення і науково-технічний поступ. — [Б. м.]: [б.в.], 1993. — 196 с. — ISBN 5-7707-0633-3
- Словництво і науково-технічний поступ (на основі німецько-українських лексичних порівнянь)= Lexikologie und der wissenschaftlich- technische fortschritt (auf Grund der deutsch-ukrainischen lexikalischen Vergleichungen. — Л.: Просвіта. Кн. 4: Проблеми фахової лексики. — [Б. м.]: [б.в.], 1994. — 220 с. — ISBN 5-7707-066-6
- В царині мовного інтелекту (На основі німецько-українських лексичних порівнянь). — Львів: Просвіта: Світ культури, 1996. — 215 с. — ISBN 5-77-07-613-9
- Науково-технічна термінологія. — Львів: «Наука», «Сполом», 1998. — 820 с.
- Типологія термінологічних підсистем. Іншомовні запозичення, фразеологія, семантичні термінотворення, лексикографія. — Л.: Видавничий центр Львівського держ. ун-ту ім. І. Франка, 1999. — 212 с. — ISBN 966-7034-009
- Lingua Latina universis (Підручник латинської мови). — Львів, 1999. — 650 с.
- Космос / Монографічне дослідження. — Львів: «Сполом», 2000. — 600 с.
- Лещук Т., Семенюк М., Очкусь О. Українсько-латинський словник. /За ред. Т.Лещука. / Львів: Національний у-т «Львівська політехніка», 2001. — 192 с.
- Підручник латинської мови для студентів відділу фармації (У співавторстві). — Львів: Вид-во НУ «ЛП», 2001.- 280 с.
- Наукова німецька мова (Вчора, сьогодні, завтра у світі науки і техніки) [Text]: Навч. посіб. з нім. мови для студ. інж. спец.. — Л.: Центр Європи, 2005. — 104 с.: іл. — Бібліогр.: с. 101. — ISBN 9667-7022-42-0
- Лещук Т., Семенюк М., Новиков В. Українсько-латинський та латинсько-український словник. / За ред. Т. Лещука / — Львів: «Добра книжка», НУ «Львівська політехніка», 2002. — 312 с.
- Німецька наукова мова. — Львів: Вид-во «Українські технології», 2003. — 93 с.
- Лещук Т., Семенюк М. Лексикон латинських сентенцій та виразів. — Львів: Вид-во «Ліга-Прес», 2003. — 106 с.
- Wissenschaftliches Deutsch. Gestern, heute. morgen. In der Welt der Wissenschaft und Technik. Навчальний посібник з німецької наукової мови. — Львів: Вид-во «Центр Європи», 2005. — 105 с.
- Шедеври світової поезії у перекладі українською мовою. — Л.: Українська академія друкарства, 2006. — 122 с. — ISBN 966-322-053-8
- Жанр подорожнього нарису. — Львів: Вид-во «Сполом», 2008. — 377 с.
- Моя педагогічна система. — Львів: Вид-во «Сполом», 2008. — 160 с.
- Іран. — Львів: Вид-во «Сполом», 2008. — 124 с.
- Мовно-літературний та творчо-науковий світ: зб. урив. літ. творів Тихона Лещука: [монографія]. — Л.: [Сполом], 2009. — 549 с. — 100 екз. — ISBN 978-966-665-509-0
- Сон Прометея. — Львів: Вид-во «Сполом», 2009. — 320 с.
- Національний університет «Львівська політехніка»: корот. іст. нарис. — Л.: Сполом, 2009. — 148, [16] с.: фотогр. — Бібліогр.: с. 145
- Педагогіка, методика вищої школи. — Львів: Вид-во «Сполом», 2010. — 420 с.
- Велика Українка. — Львів: Вид-во «Сполом», 2011. — 324 с.
- Слово, поняття, позначення. — Львів: «Сполом», 2011. — 59 с.
- Культура: худож.-наук. дослідж. — Львів: [б. в.], 2012. — 128 с.
- Тарас Шевченко та Іван Франко. — Львів: ЗУКЦ, 2014. — 232 с.
- Філософія життя: (наук.-попул. роман). — Львів: Палітурник [друк], 2014. — 176 с. ISBN 978-966-665-509-0
- Практична етика: посіб. з етики. — Львів: Навчальна література, 2014. — 180 с. — ISBN 978-617-10-0125-1
- Україна: філол. нарис про нашу Батьківщину (у V розд.). — Львів: [б. в.], 2015. — 196 с.: іл.

### Літературні публікації
- Моя мама найдорожча. Збірка віршів для дітей. — Львів: «Основа», 1993. — 32 с.
- До віконця. Збірка віршів для дітей. — Львів: «Місіонер», 1993. — 46 с.
- Легенда про Белзький дзвін. — Львів: «Основа», 1994. — 12 с.
- Лещук Т. Й. Рідна хата: Збірка віршів для читачів старших класів / Іл. та худ. оформ. О. Лещук.- Львів: Основа, 1995.- 64 с.- Тут опубліковано також переклади різних поетів — німецьких: Йоганна Вольфґанга Гете, Ґустава Фальке, Йоганна Ґотфріда Гердера; польських: Адама Міцкевича, Корнеля Уєйського; перських: Сааді Ширазького, Абулькасима Лахуті; римських: Публія Овідія Назона, Квінта Горація Флака
- Світло великих надій. Документальна повість з гімназійних часів. — Львів: «Основа», «Місіонер», 1996. — 478 с.
- Подорож навколо світу: Віршоване оповідання / Іл. та худ. оформ. О. Лещук.- Львів: Основа, 1996.- 94 с.
- З Князів Ольга Лещукова (1898—1934). Вчителька, громадська діячка, засновниця філії «Союзу Українок» в Раві Руській та голова «СУ»: До 100-річчя. Життєвий і діяльний шлях.- Львів: Основа, 1998.- 130 с.
- Белзькі дзвони. — Львів: «Оліс», 1999. — 875 с.
- Перли на дорозі. Новели. — Львів, 2000. — 362 с.
- Festina lente: гумористичні оповідання. — Л.: Ліга-Прес, 2001. — 133 с. — ISBN 966-7483-47-9
- На краю світу. — Львів: «Край», 2004. — 212 с.
- Ewige Reise. (Вічна подорож). Збірка віршів німецькою мовою. — Львів: «Центр Європи», «Сполом», 2005. — 66 с.
- Весна на світанку: поетичні твори. — Л.: Українська академія друкарства, 2005. — 240 с. — ISBN 966-32-20-41-4
- Легенда мого життя. — Львів: Вид-во «Сполом», 2007. — 121 с.
- Світло надій. — Львів: Вид-во «Сполом», 2007. — 724 с.
- Замок над прірвою: докум. повість про Раву Руську і Равщину (від найдавніших часів до сьогодення). — Л.: Сполом, 2008. — 614 с. ISBN 966-665-571-7
- Ти є Петро — Скала. — Л.: [б. в.], 2010. — 722 с.: іл. — ISBN 5-7707-6390-6
- Пригоди професора Олега Соза. — Львів: Вид-во «Сполом», 2010. — 720 с.
- Студенти. Карпати: [п'єси] . — Л.: БаК, 2011. — 64 с. — 100 екз. — ISBN 978-966-2227-05-5
- Дорога на Голготу: п'єса: в трьох діях, семи актах . — Л.: Євросвіт, 2011. — 56 с. — 100 екз. — ISBN 978-966-8364-68-6
- Українські партизани: п'єса в 3-х діях . — Л.: ЗУКЦ, 2011. — 82 с. — ISBN 978-966-1518-871
- Княже місто Белз: п'єса в 3-х діях: худож. вид. на основі арх. матеріалів . — Л.: ЗУКЦ, 2011. — 31 с. — ISBN 978-966-1518-95-6
- Львів: п'єса на три дії. — Л.: Львів, 2011. — 23 с. — ISBN 978-966-1518-871
- Школа: побут. роман-епопея: у 7 кн. . — Л.: БаК, 2012. — 597, [2] с. — ISBN 978-966-2227-15-4
- Рідна ріка: роман. — Л.: БаК, 2013. — 194 с. — ISBN 978-966-2227-21-5
- Дитячі оповідання: для шк. віку. — Л.: Палітурник, 2013. — 164 с. — ISBN 966-32-20-41-4
- Капітан Мисак: гостросюжетний роман. — Львів: Книгодрук, 2013. — 196 с.- ISBN 875-675-465-5
- Марія: роман. — Львів: Книгодрук, 2013. — 192 с. — ISBN 976-668-561-9
- Знайомі: статист. роман. — Л.: [б. в.], 2013. — 278 с. — ISBN 966-32-20-41-5
- Любов проти факірства, або Європейський Факір: побут.-політ. роман. — Л.: ЗУКЦ, 2013. — 223 с. — ISBN 978-617-655-082-2
- Небесна сотня. Збірка поезій. — Львів: 2014. — 213 ст.
- Слово до світу. — Львів: 2014. — 191 с.
- Митрополит Андрей Шептицький: роман. — Львів: Палітурник, 2014. — 170 с.
- Осипові Лещуку — 120 років. — Л.: [б. в.], 2014. — 44 с.: фотогр.
- Місто Львів: іл. кн. / Тихон Лещук, Олена Рибенчук [фот.: О. Рибенчук та ін.]. — Львів: [б. в.], 2014. — 210 с. — ISBN 978-966-151-8-871
- Галюся (п'єса на три дії, для дітей) / Тихон Лещук, Олена Рибенчук. — Львів: Палітурник, 2014. — 48 с.: іл.
- Мемуари. — Львів: [б. в.], [201-] . — Назва обкл.: Мемуари-2 / Тихон Лещук.

[Кн. 2]: Н. 2. — 2015. — 199 с.

## Участь у наукових конференціях[2]
- Мінська наукова конференція з іноземних мов (Мінськ, 1979);
- Міжнародна наукова конференція «Перспективи і проблеми розвитку української архітектурної вищої школи» (Львів, 1991);
- I Міжнародна наукова конференція (Львів, 1992);
- Міжнародна наукова конференція «Проблеми української науково-технічної термінології» (Львів, 1992);
- Міжнародна конференція НТШ (Львів, 1992);
- II Міжнародна наукова конференція «Проблеми української науково-технічної термінології» (Львів, 1993);
- II Міжнародна наукова конференція (Львів, 1993);
- I Міжнародна наукова конференція (Львів, 1994);
- III Міжнародна наукова конференція «Проблеми української науково-технічної термінології» (Львів, 1994);
- I Міжнародна наукова конференція «Лексикологічні та методичні концепції викладання чужоземних мов у вищому технічному навчальному закладі» (Львів, 1994);
- III Міжнародна наукова конференція «Проблеми української науково-технічної термінології» (Львів, 1994);
- II Міжнародна конференція «Лексикологічні та методичні концепції викладання чужоземних мов у вищому навчальному закладі» (Львів, 1996);
- IV Міжнародна наукова конференція «Проблеми української науково-технічної термінології» (Львів, 1996);
- IV Міжнародна наукова конференція «Проблеми української науково-технічної термінології» (Львів, 1996);
- II Міжнародна наукова конференція «Лексикологічні та методичні концепції викладання чужоземних мов у вищому навчальному закладі» (Львів, 1996);
- ІІ Міжнародна термінологічна конференція (Львів, 1996);
- 31 Міжнародна наукова конференція НТШ (Львів, 2003);
- Міжнародна наукова конференція «Граматичний прикладний аспект термінології» (Кошалін, Ченстохова, Дрогобич, 2004);
- Міжнародна наукова конференція Сумського державного університету (Суми, 2004);

## Нагороди і відзнаки
- 1986 — Почесна грамота Міністерства освіти України[1]
- 1995 — Почесна медаль учасника війни від голови Народного руху України В. Чорновола[1]
- 1995 — Почесний орден «Січовий хрест» (№ 883) від громадсько-патріотичної організації «Галицька Січ»[1]
- 1999 — Медаль «Захисник Вітчизни» (№ МН 196627 від 14.10.1999) від Президента України[1]
- 2010 — Медаль Наукового товариства імені Тараса Шевченка[1]
- 2012 — Почесна грамота Міністерства освіти України (№ 569 К)[1]
- Почесні грамоти НУ «Львівська політехніка»
- Подяка від Папи Римського Івана-Павла ІІ